# Istorija crnogorske književnosti
Istorija crnogorske književnosti  je troknjižje tiskano 2012. u nakladi Instituta za crnogorski jezik i književnost.
Troknjižje karakterizira analitičko-sintetizirana obrada crnogorske književnosti na ukupno 1.620 strana. 
Pisana je književnost u njemu obrađena poglavito po razdobljima i književnim pravcima, a usmena po rodovima i vrstama.
Naslovi pojedinih tomova Istorije crnogorske književnosti:
- Od početka pismenosti do 1852., autor Radoslav Rotković (str. 568);
- Usmena književnost, autor Novak Kilibarda, (str. 266);
- Od 1852. do 1918., autor Milorad Nikčević (str. 786).

## Vanjske poveznice
- Stranica Instituta za crnogorski jezik i književnost  Arhivirana inačica izvorne stranice od 8. travnja 2013. (Wayback Machine)